# Dimitris Papanikolaou
Dimitris o Dimitrios Papanikolaou (en griego: Δημήτρης Παπανικολάου, nació el 7 de febrero de 1977 en Ano Liosia, Grecia) es un exjugador y entrenador griego de baloncesto de 2.02 metros cuyo último club fue el AEK Atenas B.C.. Actualmente ejerce de entrenador asistente en la selección de Grecia.

## Biografía
Papanikolaou comenzó su carrera profesional en 1992 con el Sporting BC de Grecia. En 1995 fue transferido al Olympiacos BC y después de ganar dos ligas griegas en 1996 y 1997 y 2 copas griegas en 1997 y 2002 ganó además la Euroliga en 1997 ganando la triple corona (liga, copa y Euroliga).
En el año 2002 fue fichado por el Makedonikos BC y en 2003 fue transferido al Panathinaikos BC. En este equipo ganó 4 ligas griegas en 2004, 2005, 2006 y 2007, 3 copas griegas en 2005, 2006, 2007 y otra vez la Euroliga en 2007, ganando otra vez la triple corona.
En el año 2011, Papanikolaou anunció su retirada del baloncesto profesional, dejando un gran palmarés como jugador.

## Clubes
- AO Sporting Atenas 1992–1995
- Olympiacos 1995–2002
- Makedonikos Kozani 2002–2003
- Panathinaikos BC 2003–2007
- AEK Atenas BC 2007–2011

## Palmarés
- Euroliga: 1

Olympiacos BC: 1997.
Panathinaikos BC: 2007.
- Ligas de Grecia: 6

Olympiacos BC:   1996, 1997
Panathinaikos BC: 2004, 2005, 2006, 2007
- Copas de Grecia: 5

Olympiacos BC: 1997, 2002
Panathinaikos BC: 2005, 2006, 2007